# Geranial
Citral, Geranial, 3,7-dimethyl-2,6-octadienal o lemonal, con fórmula química C10H16O, es un par de terpenoides con dobles isomeros. Se conoce como geranial o citral.

## Obtención
Citral está presente en los aceites de varias plantas, incluyendo Backhousia citriodora (90-98%), Litsea citrata (90%), Litsea cubeba (70-85%), Cymbopogon (65-85%), Leptospermum liversidgei (70-80%), Ocimum gratissimum (66.5%), Lindera citriodora ( 65%), Calypranthes parriculata (sobre 62%), petitgrain (36%), Aloysia citriodora (30-35%), Eucalyptus staigeriana (26%), Melissa officinalis (11%), lima (6-9%), limón (2-5%), y naranja.